# Eletrobras
A Eletrobras (Centrais Elétricas Brasileiras) é uma empresa brasileira de capital aberto que atua como uma holding, dividida em geração e transmissão, criada em 1962 inicialmente como uma empresa estatal, para coordenar todas as empresas do setor elétrico.
A reestruturação do setor na década de 1990 reduziu as responsabilidades da empresa, com a criação da ANEEL, do ONS, da CCEE e da EPE. 
Responsável por 23% do total da capacidade de geração do país, a Eletrobras tem capacidade instalada de 42 547 megawatts em 35 usinas hidrelétricas, 9 termelétricas, 20 usinas eólicas e uma usina solar, além de participação em outros ativos de geração do Sistema Interligado Nacional (SIN). Possui mais de 74 mil quilômetros de linhas de transmissão, o que corresponde a 40,2% do total nacional.
Em 2008, a Eletrobras foi autorizada a atuar no exterior. Seu foco atual é o continente americano, em especial a integração energética na América do Sul.
Em 2010, a Eletrobras adotou uma nova identidade visual, visando consolidar o processo de transformação do Sistema Eletrobras. Na sigla da empresa, inscrita em sua marca, o acento não é mais adotado.
Criada como uma sociedade de economia mista, a Eletrobras foi oficialmente privatizada em 14 de junho de 2022.

## História

### Antecedentes
Desde o primeiro governo de Getúlio Vargas (1930-1945), quando se implantou uma vigorosa política de substituição das importações, ficou assentado que os grandes empreendimentos, de interesse estratégico para o desenvolvimento do país, deveriam ficar sob tutela estatal. Criaram-se então, a Companhia Siderúrgica Nacional (1940), a Companhia Vale do Rio Doce (1942), e a Companhia Hidro Elétrica do São Francisco (1945). No seu segundo governo (1951-1954), foi fundada a Petrobrás - Petróleo Brasileiro S/A (1953).
A criação da Eletrobras foi proposta em 1954 pelo então Presidente Getúlio Vargas, como parte do projeto de desenvolvimento de Vargas, considerando a crescente demanda por energia elétrica necessária para a industrialização e a falta de investimentos por parte da iniciativa privada para a expansão do setor elétrico país. O projeto enfrentou intensa oposição no Congresso Nacional. Em 31 de agosto de 1954, foi criado o Fundo Federal de Eletrificação.

### Criação e expansão
Em 25 de abril de 1961, sete anos depois, o então Presidente Jânio Quadros assinou a Lei 3.890-A, que autorizava a União a constituir a Eletrobras, a qual foi constituída em 11 de junho de 1962. No Governo João Goulart, a empresa recebeu a atribuição de realizar pesquisas e projetos de usinas geradoras assim como linhas de transmissão e subestações, suprindo assim a crescente demanda de energia elétrica enfrentada pelo Brasil.
Ao ser criada, a Eletrobrás incorporou a CHESF, a FURNAS, a Companhia Hidrelétrica do Vale do Paraíba e a termelétrica de Charqueadas, representando uma capacidade de geração de 5.800 MW. No mesmo ano, a Eletrobrás assumiu o controle da Centrais Elétricas de Manaus.

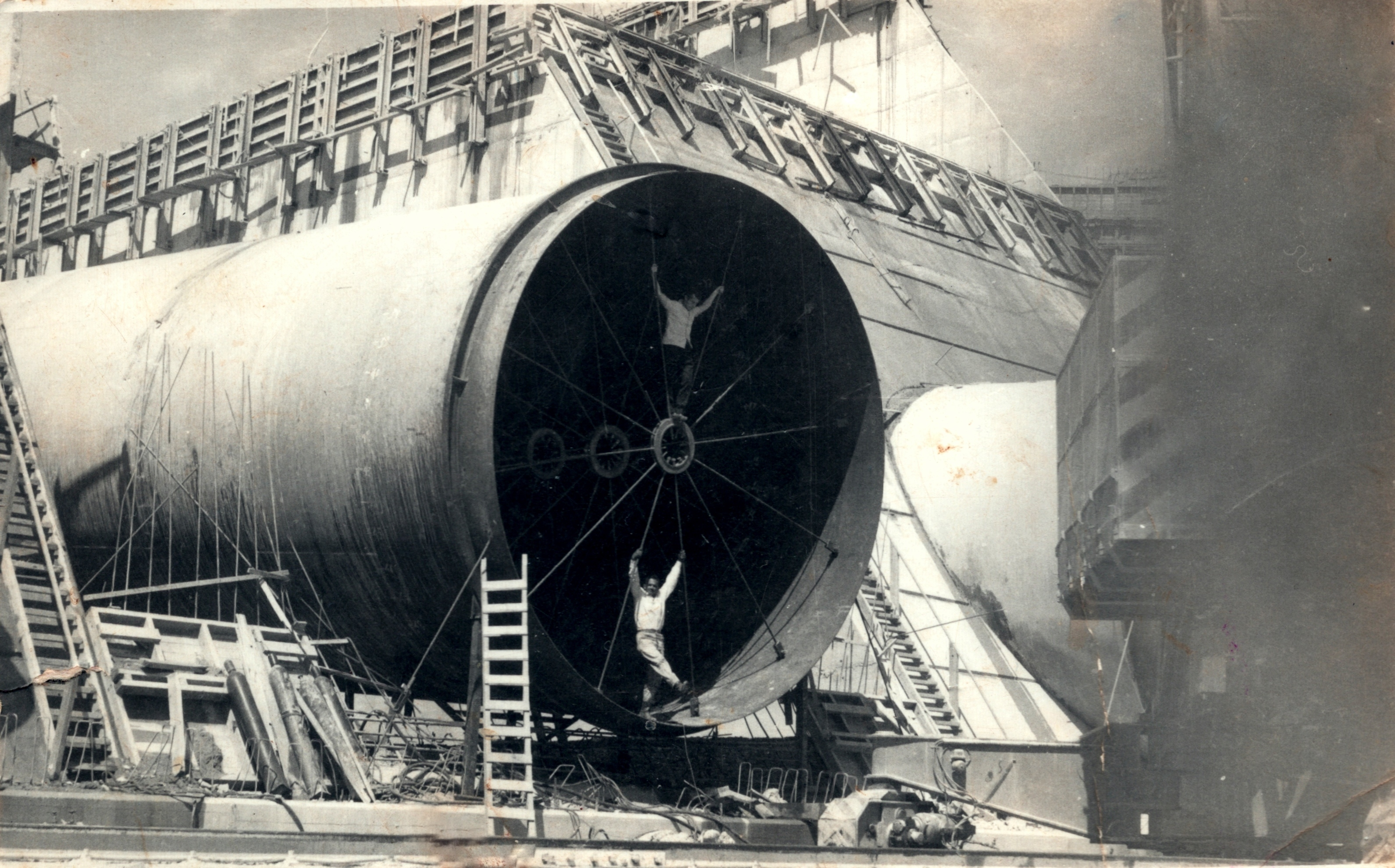
Inaugurada em 1963, a Usina de Furnas hoje faz parte da Eletrobras.

Desempenhou um papel fundamental para o desenvolvimento da economia brasileira já no ano de 1963, um ano após sua criação, quando entrou em operação a primeira unidade da Usina Hidrelétrica de Furnas (MG), evitando assim o colapso então iminente do fornecimento de energia aos parques industriais dos estados da Guanabara, Rio de Janeiro, São Paulo e Minas Gerais.
A companhia privada de energia Amforp foi comprada pela Eletrobras em 1964.
Em 1968, foi criada a subsidiária Eletrosul, para atuar como empresa geradora e transmissora na região Sul, incorporando a Termelétrica de Charqueadas (Termochar) e a Solteca.
O Regime Militar, com sua tendência ao centralismo, contribuiu para uma maior auto afirmação da Eletrobras como agência planejadora e financiadora, além de holding de outras empresas federais.
Na década de 1970, a Chesf atuou simultaneamente na construção de várias obras. Em 1974,  foi concluída a Usina Hidrelétrica de Paulo Afonso III. A Usina Hidrelétrica de Moxotó (Apolônio Sales) entrou em operação em abril de 1977. A Usina de Paulo Afonso IV entrou em operação no ano de 1979. Também atuou na expansão de sistemas de transmissão no Nordeste.
Para o pleno aproveitamento do Complexo Hidrelétrico de Paulo Afonso, seria necessária a regularização da vazão do rio São Francisco. Em 1973, foi iniciada a construção da Barragem de Sobradinho, formando um dos maiores lagos artificiais do mundo, além do aproveitamento para construção da Usina Hidrelétrica de Sobradinho.
Em 26 de abril de 1973, Brasil e Paraguai assinaram o Tratado de Itaipu, instrumento legal para o aproveitamento hidrelétrico do Rio Paraná pelos dois países. Em 17 de maio de 1974, foi criada a entidade Itaipu Binacional, para gerenciar a construção da usina, com capital dividido entre 50% com a Eletrobras e 50% com a estatal paraguaia Administración Nacional de Eletricidad (ANDE).
Em 1973, é criada a subsidiária Eletronorte, com o objetivo de construir usinas e linhas de transmissão na Amazônia. No mesmo ano, Furnas assume a construção do sistema de transmissão da Usina Hidrelétrica de Itaipu e inicia a construção da Usina Nuclear de Angra 1.
Em 1974, é criado o Centro de Pesquisas de Energia Elétrica (Cepel), na ilha do Fundão, na cidade do Rio de Janeiro, em parceria com a Universidade Federal do Rio de Janeiro.
Em 1975, o controle da CPFL é repassada à CESP.
Em 1979, a Eletrobras adquiriu a Light, maior empresa privada de energia do país.
Em 1981, a Usina Hidrelétrica de Itumbiara entra em operação com uma potência instalada de 1.750 MW, sendo a maior usina de Furnas até então. No mesmo ano, Furnas inicia as obras da usina de Angra 2. Também no mesmo ano, a Light paulista é repassada ao governo de São Paulo, tendo sido criada a Eletropaulo. Em 1984, a usina de Angra I recebeu licença para entrar em operação.
Em 1984, foi inaugurada a Usina Hidrelétrica de Itaipu. No mesmo ano, a Eletronorte inaugurou a Usina Hidrelétrica de Tucuruí. 

### Nova regulação do setor elétrico brasileiro
Durante a década de 90, as privatizações e algumas alterações constitucionais acarretaram em uma mudança de perfil da empresa, na qual acaba perdendo algumas funções com a criação de novas agências reguladoras e entidades estatais como a ANEEL e o ONS. Com a aprovação da Emenda Constitucional n° 6/1995, foi autorizado que empresas de capital estrangeiro pudessem atuar nos potenciais de energia hidráulica no Brasil.
Entre 1994 e 1997, os geradores da Usina Hidrelétrica de Xingó entraram em operação, sendo a maior usina da Chesf.
Em 1995, a Eletrobras foi incluída no PND (Programa Nacional de Desestatização) e, no mesmo ano, a Escelsa é privatizada. Em 1996, a Light foi privatizada e, no ano seguinte, o parque gerador da Eletrosul.
Em 1997, as usinas nucleares de Angra foram repassadas para a Eletronuclear, nova subsidiária da Eletrobras. A Usina de Angra 2 entra em operação em 2001.
Entre 1997 e 1999, o governo federalizou as distribuidoras de Alagoas (Ceal), Piauí (Cepisa), Acre (Eletroacre), Rondônia (Ceron) e do interior do Amazonas (Ceam). No entanto, a privatização dessas empresas só viria a ocorrer em 2018.
Em 1998, é criada a CGTEE, a partir da cisão dos ativos de usinas termelétricas pertencentes à CEEE. Em 2000, a empresa passou a ser controlada pela Eletrobras, em troca de dívidas do governo federal com o governo do Rio Grande do Sul.
Em 1999, é concluída a interligação entre os sistemas Norte-Nordeste com o Centro-Oeste, Sudeste e Sul.
Em 2004, a Eletrobras foi excluída do PND (Programa Nacional de Desestatização), permanecendo uma empresa estatal. Com a aprovação da lei 10.848/2004, foram introduzidos os leilões de energia nova, o que permitiu a expansão do parque de geração e transmissão a partir de investimentos privados.
A Eletrobras, por meio de suas subsidiárias, integrou consórcios com outras empresas na construção de novas usinas, como Santo Antônio (2012), Jirau (2013), Teles Pires (2015) e Belo Monte (2016).
Em 2015, a Eletrobras assumiu o controle da Celg Distribuição em razão do endividamento da companhia, após o acordo assinado em 2012 com o governo de Goiás para assumir 51% do controle. Em 2016, a Celg Distribuição é privatizada.
Em 2018, a União possuía 51% das ações ordinárias da companhia e, por isso, tinha o controle acionário da empresa. BNDES e BNDESPar detinham 6,86% e 13,04% das ações ordinárias, respectivamente, o que garantia mais de 70% das ações com direito a voto em posse do governo.
Em 19 de janeiro de 2018 o Presidente Michel Temer envia ao Congresso Nacional o Projeto de Lei que dispõe sobre a privatização da Eletrobras. Em abril de 2018, a Agência Sportlight revelou que os gestores da Eletrobras pagaram 1,8 milhões de reais para que empresas terceirizadas falassem mal dela mesma. Segundo a reportagem, a estratégia do governo era falar mal da empresa para tentar convencer a opinião pública a aprovar a privatização da empresa.
Em 2020, é realizada a fusão entre a CGTEE e a Eletrosul formando assim a atual CGT Eletrosul.
Em janeiro de 2024, foi aprovada a incorporação de Furnas pela Eletrobras como medida de reorganização societária e simplificação de estrutura do grupo, deliberação que foi concluída em julho de 2024.

## Privatização

### Aprovação legislativa
Em maio de 2021, a Câmara dos Deputados aprovou uma Medida Provisória, enviada pelo Governo Bolsonaro, que prevê a privatização da Eletrobras. O processo se daria por meio do aumento do capital social da empresa através da emissão de novas ações ordinárias a serem vendidas na Bolsa de Valores B3, o que na prática diminuiria a participação acionária do governo e do BNDES a cerca de 45%. A MP foi aprovada no Plenário do Senado, no dia 17 de junho de 2021, com a apresentação de três pareceres diferentes pelo relator, senador Marcos Rogério (DEM-RO). A disputa se refletiu no resultado final da votação: a MP recebeu 42 votos favoráveis e 37 contrários.
Defensores da privatização argumentam que uma vez privatizada a empresa aumentaria sua capacidade de investimento. Entretanto, foi criticada por outros setores da sociedade, como o Movimento União pela Energia, Instituto Energia e Meio Ambiente (IEMA), e a Federação das Indústrias do Estado de São Paulo (FIESP), temendo que o projeto poderia provocar aumento de tarifas para o consumidor e causar danos ambientais. As principais preocupações quanto à privatização foram emendas com exigência de contratação de oito mil megawatt em termelétricas movidas a gás natural (custo estimado em R$ 52 bilhões até 2036) com a construção de uma rede de gasodutos (custo estimado de R$ 100 bilhões) e a autorização para construção do Linhão de Tucuruí sem a necessidade de licenças ambientais do Ibama e da Funai.
A versão final do projeto foi aprovada no dia 21 de junho de 2021. A proposta final prorrogou contratos do Proinfra por 20 anos, prevê a construção de PCHs, e proíbe, por dez anos, que subsidiárias da Eletrobras sejam extintas. A MP ainda determina projetos de revitalização nas bacias do rio São Francisco, dos reservatórios da Usina de Furnas, na Amazônia, Rio Madeira e Rio Tocantins. Serão ainda desmembrados da Eletrobras e mantidos sob controle estatal a Eletronuclear, responsável pela Usina Nuclear de Angra, e a participação brasileira na Usina Hidrelétrica de Itaipu.
Cada acionista, individualmente, não poderia deter mais de 10% do capital votante da empresa. A União manteria uma ação de classe especial (golden share) que lhe garante poder de veto em decisões da assembleia de acionistas sobre a mudança de regra da limitação dos 10% no estatuto da empresa.
A privatização deve movimentar R$ 67 bilhões ao longo dos próximos anos. A Eletrobras deverá pagar R$ 25,3 bilhões ao caixa da União pelo bônus de outorga para renovação dos contratos das 22 usinas hidrelétricas da empresa logo após a capitalização. A companhia e suas subsidiárias também devem pagar R$ 32 bilhões à Conta de Desenvolvimento Energético (CDE) ao longo de 25 anos (sendo R$ 5 bilhões no primeiro ano), como forma de mitigar o impacto do aumento de tarifa na conta de energia das pessoas mais pobres depois da mudança do regime de cotas. Também deverão ser feitos R$ 9,7 bilhões em investimento em bacias hidrográficas, em um período de 10 anos.
Em julho de 2021, Bolsonaro sancionou a Medida Provisória da privatização da Eletrobras. De acordo com contas do governo a privatização reduziria a conta de luz em cerca de 7,36%. Por outro lado, entidades do setor afirmaram que a conta de luz vai encarecer com a privatização, com a descotização das usinas, o que as autorizariam a cobrar preços do mercado livre. Pelo regime de cotas, só há remuneração da operação e manutenção e o risco hidrológico é alocado ao consumidor.

### Capitalização
O foco da privatização é vender ações até que o governo deixe de ser dono de 60% dos papeis e possua 45% da empresa, perdendo assim, a maioria acionária da empresa.
Em setembro de 2021, foi criada a ENBPar, com o objetivo de assumir as atividades da Eletrobras que não podem ser privatizadas, como as empresas Itaipu Binacional e Eletronuclear (Usinas Angra 1, 2 e 3) e a gestão de políticas públicas, nos termos da lei 14.182/2021. Entre as políticas públicas da Eletrobras que ficarão a cargo da ENBPar estão a universalização de energia elétrica (Luz para Todos), Mais Luz para a Amazônia, contratos do Programa de Incentivo às Fontes Alternativas de Energia Elétrica (Proinfra) e ações do Programa Nacional de Conservação de Energia Elétrica (Procel).
Em 14 de junho de 2022, foram vendidas 802,1 milhões de ações, com um preço base de R$ 42, em uma operação que movimentou R$ 33,7 bilhões. Com isso, a participação da União no capital votante da estatal foi reduzida de 68,6% para 40,3%. A oferta primária (venda de novas ações) totalizou R$ 30,76 bilhões; enquanto a secundária (venda de ações já existentes), que pertenciam ao BNDES, totalizou R$ 2,938 bilhões.
Entre os principais acionistas estão o GIC, fundo soberano de Singapura, o veículo de investimentos de fundo de pensão canadense CPPIB e a gestora brasileira 3G Radar, ligada ao 3G Capital.
Empregados e aposentados da própria Eletrobras e de suas subsidiárias tiveram prioridade para adquirir até 10% do total das ações ofertadas. Também foi autorizado que trabalhadores pudessem comprar ações da empresa utilizando até 50% do saldo do Fundo de Garantia do Tempo de Serviço (FGTS).
Em junho de 2022, a Eletrobras informou que realizou o pagamento de cerca de R$ 26,6 bilhões referentes ao valor devido a título de bônus de outorga dos novos contratos de concessão de geração. Em julho, as subsidiárias Chesf, Furnas e Eletronorte dispenderam R$ 5,26 bilhões em pagamentos à Conta de Desenvolvimento Energético.

## Sistema Eletrobras
A Eletrobras está presente em todo o Brasil, e possui uma capacidade instalada para produção de 42.559 MW (2022), sendo assim a maior companhia do setor de energia elétrica da América Latina, produzindo cerca de 23% da energia gerada no Brasil. Cerca de 97% de sua energia vêm de fontes limpas. A Eletrobras é proprietária de 35 usinas hidrelétricas, 9 termelétricas, 20 usinas eólicas e uma usina solar. 
As linhas de transmissão de energia pertencentes à Eletrobras tem quase 73.887 km de extensão (2022), equivalentes a 38,49% do total de linhas de transmissão do Brasil. 
A Eletrobras opera o parque eólico Artilleros (65 MW) no Uruguai em sociedade com a Administración Nacional de Usinas y Trasmisiones Eléctricas (UTE). A companhia também opera linhas de transmissão que interligam o Brasil com a Argentina, o Uruguai e a Venezuela.
Dentre as principais empresas e participações do sistema estão: 
- Empresas de Geração e Transmissão (subsidiárias integrais):[58][2][59]
  - Eletrobras CGT Eletrosul – 100%
  - Eletrobras Chesf – 100%
  - Eletrobras Eletronorte – 100%

- Empresa de Pesquisa:
  - Eletrobras Cepel

- Empresa de Participações:
  - Eletrobras Eletropar – 83,71%
- Controladas[57]
  - Madeira Energia (99,74%)

- Outras participações societárias:[59]
  - Auren Energia – 1,03%
  - AES Brasil – 6,12%
  - Companhia Energética de Brasília (CEB) – 2,10%
  - Companhia Estadual de Distribuição de Energia Elétrica (CEEE D) – 4,62%
  - Centrais Elétricas de Santa Catarina (CELESC) – 10,75%
  - Companhia Celg de Participações (CELGPAR) – 0,03%
  - Companhia Energética de Roraima (CERR) – 0,0018%
  - Consórcio UHE Lajeado (CEB Lajeado Energia) – 40,07%
  - Consórcio UHE Lajeado (EDP Lajeado Energia) – 40,07%
  - Consórcio UHE Lajeado (Paulista Lajeado Energia) – 40,07%
  - Eletronuclear – 35,90%
  - Empresa Metropolitana de Águas e Energia (EMAE) – 39,02%
  - Enel Distribuição Ceará – 7,06%
  - Enel Green Power Cachoeira Dourada – 0,13%
  - Energisa – 1,16%
  - Equatorial Energia Pará – 0,99%
  - Equatorial Energia Maranhão – 33,41%
  - Companhia de Transmissão de Energia Elétrica Paulista (ISA CTEEP) – 20,90%
  - Rio Paranapanema Energia – 0,47%

- Participações em Sociedades de Propósito Específico (SPE):[59]
  - Chapada do Piauí I Holding – 49%
  - Chapada do Piauí II Holding – 49%
  - Luzilânia-Niquelânia Transmissora – 49%
  - Parque Eólico Artilleros (SPE Rouar) – ( Uruguai) – 50%[58]

## Incentivos à Cultura e Patrocínios

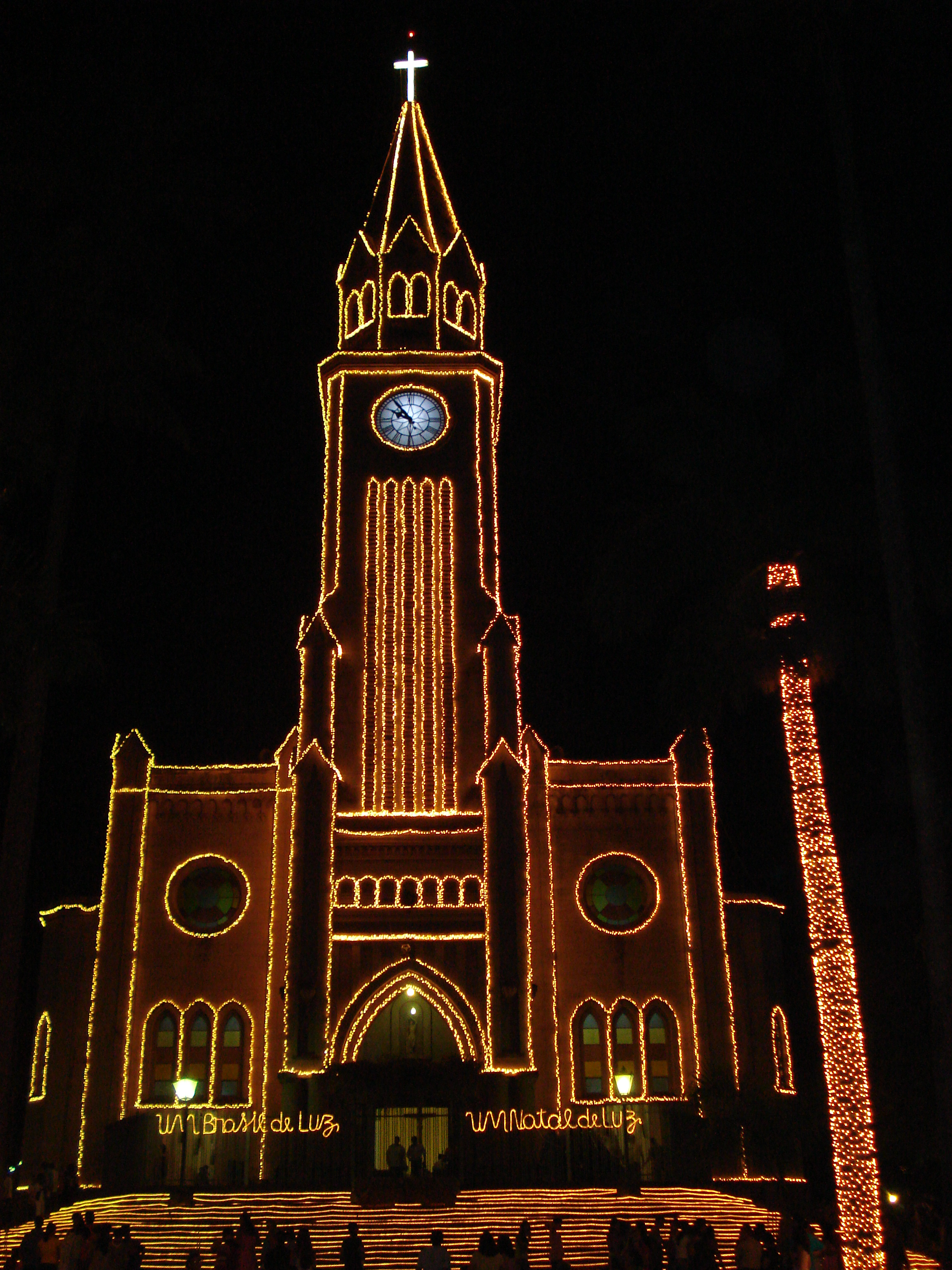
Igreja em Piraju (SP), participante do projeto "Natal de Luz" promovido pela Eletrobras.

### Cultura
Nos últimos anos, a Eletrobras vem se destacando entre as cinco maiores incentivadoras de cultura no Brasil. Os principais projetos da empresa visam à iluminação de espaços destinados ao cinema, teatro, dança, artes plásticas, música e educação.
Atualmente a Eletrobras vem desenvolvendo o Programa Eletrobras de Cultura, que tem a finalidade de ampliar a democratização do acesso aos recursos destinados anualmente ao patrocínio de projetos culturais. Em sua primeira edição, o programa realiza uma seleção de espetáculos teatrais que visam o apoio da empresa.

### Publicações
A Eletrobras patrocina a publicação de livros de alto valor histórico e cultural, favorecendo a manutenção da memória e da identidade brasileiras e a difusão do legado de nossos grandes artistas e pensadores. Nos últimos anos, foram viabilizadas, entre outras, as publicações do “Dicionário Houaiss da Música Popular Brasileira” e dos livros “Jardim Botânico – 1808-2008”, “Bonfanti”, “Rio de Janeiro – 1930-1960” e “Palácio Piratini”.

### Futebol
Desde julho de 2009, a Eletrobras patrocinava o Club de Regatas Vasco da Gama. O contrato teria duração de quatro anos e previa investimentos de R$ 14 milhões por ano no futebol, em esportes olímpicos e paralímpicos e em projetos de responsabilidade social.
Em fevereiro de 2013, a Eletrobras rescindiu o contrato unilateralmente, embora o Vasco da Gama ainda utilizou a marca da empresa em suas camisas, até o fim do contrato, com o fim de evitar discussões judiciais pela eventual retirada da marca.
Após o fim da parceria, um relatório do Tribunal de Contas da União (TCU) apontou uso indevido de recursos, na ordem de R$ 74 milhões, por parte do Cruz-Maltino na parceria. O contrato previa prestação de contas para comprovar a forma como o dinheiro era gasto, algo que, segundo os auditores, nunca ocorreu.

### Basquete
Desde 2004, a empresa é a patrocinadora oficial das Seleção Brasileira de Basquetebol Feminino e Masculino, além de bancar os Centros de Basquete Integrados (CBIs), onde crianças e adolescentes são iniciados no esporte e recebem acompanhamento médico, psicológico e nutricional. Em 2008, foram patrocinados ainda a Confederação Brasileira de Basquete em Cadeira de Rodas, possibilitando o envio das seleções masculina e feminina para as Paraolimpíadas de Pequim, e o Campeonato Brasileiro de Basquete de Rua, que alia esporte, diversão e inclusão social.

## Logotipos

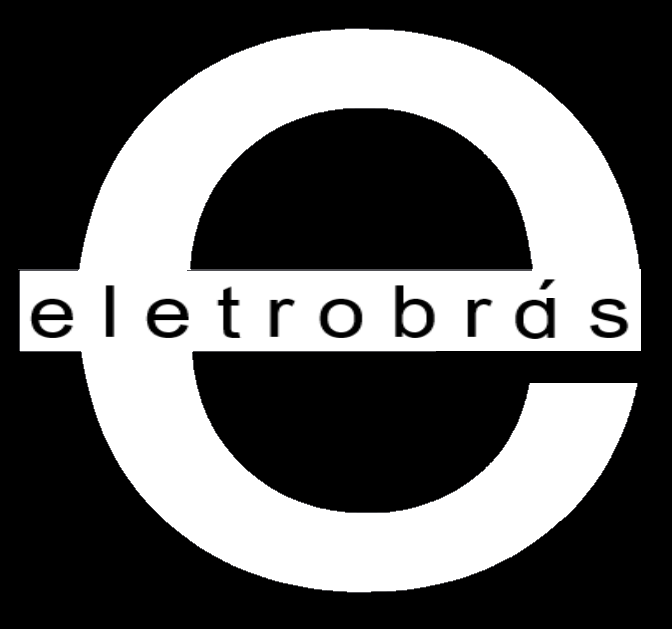
1962 - 1965
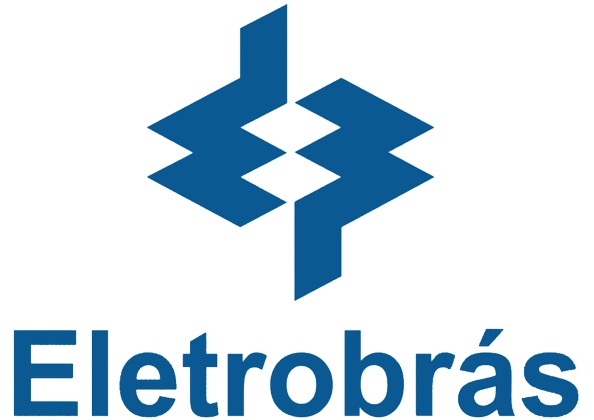
1965 - 2010
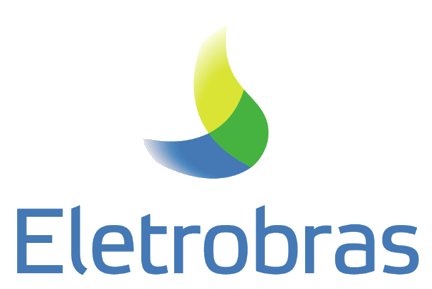
2010 -

## Controvérsias

### Violência contra Engenheiro
A implantação da Usina Hidrelétrica de Belo Monte, no estado do Pará, causou revolta às populações indígenas. Em 20 de maio de 2008, durante uma apresentação na cidade de Altamira, Pará, sobre os impactos ambientais da usina hidrelétrica um indígena da etnia Caiapó ameaçou um engenheiro da Eletrobras com um facão. A imagem repercutiu em todo o Brasil e no exterior e chamou a atenção da comunidade internacional para a intransigência do governo brasileiro quanto à consulta aos povos indígenas sobre a implantação da Usina Hidrelétrica de Belo Monte.

### Suspensão na Bolsa de Valores de Nova York
Em 18 de maio de 2016, a negociação dos papéis da Eletrobras foi suspensa na Bolsa de Nova Iorque (NYSE), depois de a estatal comunicar na véspera que não entregaria às autoridades dos Estados Unidos o balanço auditado referente ao ano de 2014.

### Sub-avaliação
Em fevereiro de 2022, o ministro do Tribunal de Contas da União Vital do Rego apresentou um relatório ao tribunal afirmando que a definição do preço das hidrelétricas que seriam concedidas na privatização teve diversas falhas e, por isso, a empresa foi subavaliada em bilhões de reais. De acordo com os cálculos do ministro, o patrimônio avaliado em R$ 67 bilhões vale, na verdade, pelo menos R$ 130,4 bilhões.

## Presidentes
|     | Presidente                        | Posse |
| --- | --------------------------------- | ----- |
| 1º  | Paulo Richer                      | 1962  |
| 2º  | José Varonil de Albuquerque Lima  | 1964  |
| 3º  | Octávio Marcondes Ferraz          | 1964  |
| 4º  | Mario Penna Bhering               | 1967  |
| 5º  | Antônio Carlos Magalhães          | 1975  |
| 6º  | Arnaldo Rodrigues Barbalho        | 1978  |
| 7º  | Maurício Schulman                 | 1979  |
| 8º  | José Costa Cavalcanti             | 1980  |
| 9º  | Mario Penna Bhering               | 1985  |
| 10º | José Maria Siqueira de Barros     | 1990  |
| 11º | Eliseu Resende                    | 1992  |
| 12º | José Luis Alquéres                | 1993  |
| 13º | Mario Fernando de Melo Santos     | 1995  |
| 14º | Antônio Imbassahy                 | 1995  |
| 15º | Firmino Ferreira Sampaio Neto     | 1996  |
| 16º | Cláudio Ávila da Silva            | 2001  |
| 17º | Altino Ventura Filho              | 2002  |
| 18º | Luiz Pinguelli Rosa               | 2003  |
| 19º | Silas Rondeau                     | 2004  |
| 20º | Aloísio Marcos Vasconcelos Novais | 2005  |
| 21º | Valter Luiz Cardeal de Souza      | 2006  |
| 22º | José Antonio Muniz Lopes          | 2008  |
| 23º | José da Costa Carvalho Neto       | 2011  |
| 24º | Wilson Ferreira Júnior            | 2016  |
| 25º | Rodrigo Limp                      | 2020  |
| 26º | Wilson Ferreira Júnior            | 2022  |
| 27º | Ivan de Souza Monteiro            | 2023  |